# دهستان آستانه (شازند)
دهستان آستانه نام دهستانی در بخش مرکزی شهرستان شازند، استان مرکزی در ایران است. براساس سرشماری مرکز آمار ایران در سال ۱۳۸۵، جمعیت آن ۷٬۱۲۰ نفر (۱٬۸۹۶ خانوار) بوده‌است.